# Flankestilling
 Der er for få eller ingen kildehenvisninger i denne artikel, hvilket er et problem. Du kan hjælpe ved at angive troværdige kilder til de påstande, som fremføres i artiklen.

En flankestilling har man, når soldaterne står ved siden af hinanden i en eller flere lange rækker. Opstillingen er åbenlyst farlig på grund af den ringe dybde, men den er ofte nødvendig for at sikre frit skudfelt for alle, mens man undgår risikoen for at skade egne tropper.

Opstillingen blev bl.a. anvendt af Alexander den Store, da han forsøgte at erobre Perserriget, 334-323 f.Kr..
| Militær | Spire Denne artikel om militær er en spire som bør udbygges. Du er velkommen til at hjælpe Wikipedia ved at udvide den. |